# Louis Bontes
Louis Bontes (ur. 28 lutego 1956 w Rotterdamie) – holenderski polityk i policjant, od 2009 do 2010 poseł do Parlamentu Europejskiego.

## Życiorys
Ukończył studia z zakresu nauk politycznych na Uniwersytecie Erasmusa w Rotterdamie. Zawodowo pracował w stoczni, następnie został zatrudniony w policji. Doszedł do stanowiska nadinspektora policji w Rotterdamie, karierę zawodową zakończył jako komendant okręgu odpowiedzialny za bezpieczeństwo przemysłowe w obszarze przemysłowym i porcie.
W wyborach europejskich w 2009 z listy Partii Wolności uzyskał mandat deputowanego do Parlamentu Europejskiego. W PE VII kadencji pozostał posłem niezrzeszonym, przystąpił do Komisji Wolności Obywatelskich, Sprawiedliwości i Spraw Wewnętrznych. Z Europarlamentu odszedł rok później w związku z wyborem do Tweede Kamer, niższej izby Stanów Generalnych, w 2012 ponownie został posłem krajowym. W 2013 został wykluczony z PVV za krytykę władz partii. W 2014 został członkiem partii VoorNederland; w parlamencie zasiadał do 2017.